# جون هيجلونج
كارين جونفور سيوبلوم هاجلند (بالسويدية: Karin Gunvor Sjöblom Hägglund) (من مواليد 2 مارس 1932 - وتُوفيت في 19 أغسطس 2011)، المعروفة باسم جون هيجلونج والمعروفة باسم غان هاجلوند، هي مضيفة برامج تلفزيونية ومترجمة سويدية. تعتبر هاجلاند أول مذيعة أخبار تلفزيونية في السويد، حيث اغطت أحداث المعرض الوطني السويدي للأخبار المسائية في عام 1958. كما يُنسب إليها الفضل أحيانًا في كونها أول قارئة إخبارية للتلفزيون في العالم، ولكن وُجد أن هذا الادعاء غير دقيق، حيث تَبيّن أن باربرا مينديل قد قدّمت نشرة أخبار منتصف اليوم في شبكة التلفزيون المستقلة البريطانية آي تي إن آي تي إن في عام 1955،
... كما قدّمت أرمين ساندفورد نشرة الأخبار الإقليمية في هيئة الإذاعة البريطانية بي بي سي عام 1957.
بدأت غان هاجلوند مسيرتها المهنية في إذاعة السويد عام 1955 حيث عملت في مكتب الأخبار الأجنبية كمراسلة ومُذيعة برامج. انتقلت غان إلى التلفزيون السويدي في عام 1958 لتصبح أول مذيعة أخبار للسويد في البرنامج الإخباري الوطني أكتويلت، وغالبًا ما صاحبتها مذيعة الأخبار الرائدة أوللي بجوركلوند. عملت هاجلند بالإضافة إلى ذلك مترجمة للأفلام السينمائية والمسلسلات التلفزيونية.
في مقابلة لها عام 1966 تحدثت هيجلونج عن العملية المعقدة لترجمة الصيغ النصية للحوار في الأفلام والمسلسلات وجعل الترجمة تظهر أسفل الشاشة.
من المحتمل أن تكون هاجلاند مشهورة بالنسبة لعامة الناس بمشاركتها في البرامج الترفيهية والبرامج التليفزيونية السويدية مثل حديث السادسة والنصف، وراتزل، ومقهى سوندسفال، وتمرين مع التلفاز. تزوجت هاجلاند من محرر الأخبار كارل أكسل سيوبولوم (المعروف باسم KAS) الذي استضافته في برنامج حديث السادسة والنصف، وهو واحد من أكثر البرامج التلفزيونية شعبية في التاريخ السويدي. ، واستمر زواجهما حتي تُوفي كاس عام 1982.
شاركت هاجلاند عن كثب لمدة 30 سنة حتى عام 1997 الجمعية الوطنية لتعزيز ركوب الدراجات، حيث شغلت منصب الأمين العام، ولاحقًا فيما بعد أصبحت الرئيس التنفيذي. وأصدرت العديد من الكتب في هذا المجال.
انتقلت هاجلاند في عام 1986 من العاصمة السويدية ستوكهولم إلى غوتلاند في بحر البلطيق. وتُوفيت هاجلاند في فيسبي بعد مرض لمدة قصيرة في عام 2011.